# Zatrwian tatarski

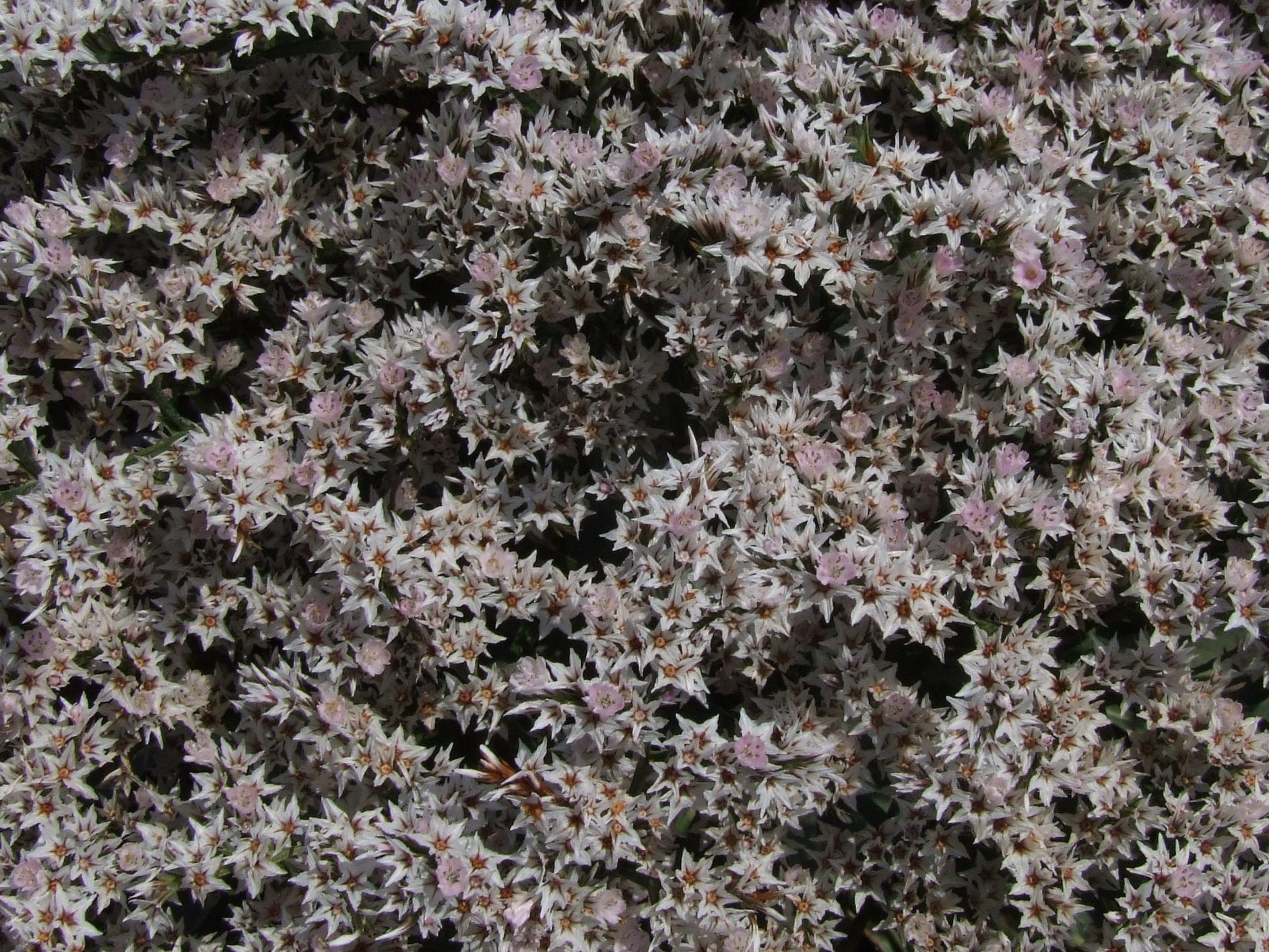
Kwiaty

Zatrwian tatarski (Goniolimon tataricum) – gatunek rośliny należący do rodziny ołownicowatych. W języku polskim zwany jest zatrwianem tatarskim ze względu na dawną przynależność do rodzaju zatrwian Limonium. Obszar jego naturalnego występowania to Afryka Północna (Algieria, Tunezja), Azja (Kaukaz) i wschodnia i południowo-wschodnia Europa. Jest uprawiany w wielu krajach świata jako roślina ozdobna.

## Morfologia
Bylina o wysokości do 40 cm. Wytwarza bardzo dużo, drobnych, białoróżowych kwiatów zebranych w silnie rozgałęzione wiechowate kwiatostany. Kwitnie od czerwca do września. Liście duże, łopatkowate, zebrane w przyziemną rozetę.

## Zastosowanie i uprawa
Jest uprawiany jako roślina ozdobna, szczególnie nadaje się na kwiat cięty do wieńców, bukietów i innych kompozycji kwiatowych. W tym celu ścina się kwiatostany zaraz po rozkwitnięciu kwiatów. Uprawiany jest też na rabatach i w ogrodach skalnych.
Roślina łatwa w uprawie. Wymaga słonecznego stanowiska. Najlepiej rośnie na żyznej, przepuszczalnej, zasobnej w wapń i raczej suchej glebie. Rozmnaża się ją przez nasiona, które wysiewa się w kwietniu do rozsadnika lub wprost do gruntu. W sierpniu-wrześniu wysadza się na stałe miejsce. Zakwita następnego roku.